# 27 صفر
- السبت
- الأحد
- الاثنين
- الثلاثاء
- الأربعاء
- الخميس
- الجمعة

- 283 أغسطس 2024
- 294 أغسطس 2024
- 15 أغسطس 2024
- 26 أغسطس 2024
- 37 أغسطس 2024
- 48 أغسطس 2024
- 59 أغسطس 2024
- 610 أغسطس 2024
- 711 أغسطس 2024
- 812 أغسطس 2024
- 913 أغسطس 2024
- 1014 أغسطس 2024
- 1115 أغسطس 2024
- 1216 أغسطس 2024
- 1317 أغسطس 2024
- 1418 أغسطس 2024
- 1519 أغسطس 2024
- 1620 أغسطس 2024
- 1721 أغسطس 2024
- 1822 أغسطس 2024
- 1923 أغسطس 2024
- 2024 أغسطس 2024
- 2125 أغسطس 2024
- 2226 أغسطس 2024
- 2327 أغسطس 2024
- 2428 أغسطس 2024
- 2529 أغسطس 2024
- 2630 أغسطس 2024
- 2731 أغسطس 2024
- 281 سبتمبر 2024
- 292 سبتمبر 2024
- 303 سبتمبر 2024
- 14 سبتمبر 2024
- 25 سبتمبر 2024
- 36 سبتمبر 2024

27 صَفَر أو 27 صَفَر الخير أو 27 صَفَر المُظفَّر أو يوم 27 \ 2 (اليوم السابع والعشرين من الشهر الثاني) هو اليوم السابع والخمسين من أيَّام السنة وفق التقويم الهجري القمري (العربي). يبقى بعده 297 أو 298 يومًا لإنتهاء السنة.

## أحداث
- 1 هـ ذكرى هجرة الرسول محمد من مكة إلى المدينة.
- 615 هـ - الحملة الصليبية الخامسة تغادر عكا إلى مصر.
- 636 هـ - سقوط مدينة بلنسية في أيدي النصارى الأراغونيين؛ حيث رُفعت أعلام مملكة أراغون على أعلى قمة أسوار المدينة، وتحولت المساجد إلى كنائس، بعد أن ظلت المدينة يحكمها المسلمون خمسة قرون.
- 927 هـ - القائد العثماني أوغلو علي بك يهزم جان بردي الغزالي الذي قاد حركة انفصالية في الشام عن الدولة العثمانية، بعد أن عين واليًا على دمشق.
- 986 هـ - الدولة العثمانية تعلن الحرب على الدولة الصفوية، وكان قائد العثمانيين في هذه الحرب «لاله مصطفى باشا» فاتح قبرص، وجاء إعلان هذه الحرب بعد وفاة شاه إيران طهماسب بن إسماعيل الصفوي.
- 1040 هـ - الجيش العثماني بقيادة خسرو باشا يحاصر مدينة بغداد التي استولى عليها الصفويون، لكنهم يرفعون الحصار بعد 39 يومًا.
- 1043 هـ - نشوب حريق هائل في إستانبول أدى إلى احتراق 20 ألف منزل، وقد نجم الحريق عن تدخين التبغ (السجائر)؛ ما دفع الدولة العثمانية إلى إصدار قرار بمنع التدخين حتى في المنزل.
- 1356 هـ - توقيع معاهدة مونتريه لإلغاء الامتيازات الأجنبية بمصر، وكان من شروط المؤتمر الذي عقد في جنيف للتوقيع على «مونتريه» أن تستمد مصر تشريعها من التشريع الغربي.
- 1363 هـ - الاتحاد السوفيتي يصدر قرارًا رسميًا بإبعاد قبائل «القره جاي» و«الجلقار» و«الشيشان» و«الأنجوش» إلى سيبيريا وآسيا الوسطى، وقدر عدد هؤلاء بحوالي 2.5 مليون، غالبيتهم من المسلمين، وذلك بعد اتهامهم بالخيانة للسوفيت، ولم يسمح للشيشان بالعودة إلى ديارهم إلا بعد مرور 13 عامًا.
- 1368 هـ -
  - اغتيال رئيس الوزراء المصري محمود فهمي النقراشي.
  - انعقاد مؤتمر في نابلس أقر فيه بمبايعة الملك عبد الله الأول بن الحسين ملكًا شرعيًا على فلسطين وشرق الأردن.
- 1369 هـ - العقيد أديب الشيشكلي يقوم بثالث انقلاب عسكري في تاريخ سوريا، ويستولي على السلطة.
- 1374 هـ - إعلان حالة الطوارئ في باكستان.
- 1380 هـ - الإعلان عن استقلال السنغال.
- 1387 هـ - نجاح القوات الإسرائيلية في احتلال الضفة الغربية وقطاع غزة بفلسطين والجولان السورية وسيناء المصرية، وإصابة القوات العربية بكبرى الخسائر الحربية في العصر الحديث على يد القوات الإسرائيلية.
- 1396 هـ - الإعلان عن قيام الجمهورية العربية الصحراوية الديمقراطية في الصحراء الغربية والتي تقول المغرب إنها أراضي تابعة لها.
- 1412 هـ - إقرار وقف إطلاق النار بين جبهة البوليساريو -التي تطالب بقيام جمهورية- والحكومة المغربية في الصحراء الغربية.
- 1420 هـ - مقتل أبو مصعب عبدالمجيد أمير الجماعة السلفية للدعوة والقتال في الجزائر.
- 1424 هـ - مجلس الأمة الكويتي يقر تعديلًا على قانون الصندوق الكويتي للتنمية الاقتصادية العربية يسمح باستثمار 25% من أرباحه في مشروعات البنيه التحتية في الكويت.
- 1425 هـ - القوات الإسرائيلية تغتال عبد العزيز الرنتيسي قائد حركة حماس في قطاع غزة واثنين من مرافقيه في غارة جوية استهدفت سيارته.
- 1426 هـ - انتخاب الزعيم الكردي العراقي جلال طالباني رئيسًا لجمهورية العراق وذلك لفترة انتقالية حتى وضع الدستور الجديد وإجراء الانتخابات التشريعية.
- 1430 هـ - انفجار بحي الحسين في القاهرة يؤدي إلى مقتل سائحة فرنسية وإصابة 10 آخرين.
- 1431 هـ - إعلان الهدنة بين الجيش اليمني والمتمردين الحوثيين في محافظة صعدة، مما وضع حدًا لعملية الأرض المحروقة التي استمرت حوالي 6 أشهر.
- 1432 هـ -
  - الرئيس المصري محمد حسني مبارك يعلن عدم ترشحه لانتخابات الرئاسة المقلبة والدعوة لتعديل مواد في الدستور حول تقييد الفترات الرئاسية وإلغاء القيود على الترشح لها وذلك على إثر اندلاع ثورة 25 يناير.
  - ملك الأردن عبد الله الثاني بن الحسين يقبل استقالة حكومة سمير زيد الرفاعي والتي أتت بعد عدة أسابيع من اندلاع مظاهرات احتجاجية ضد سياسات حكومته الاقتصادية بالإضافة إلى المطالبة بالإصلاح السياسي، ويكلف معروف البخيت بتشكيل الحكومة الجديدة.
- 1433 هـ - مجلس النواب اليمني يوافق على مشروع قانون بمنح الحصانة التامة للرئيس علي عبد الله صالح وأن تنطبق هذه الحصانة على المسؤولين الذين عملوا معه في المؤسسات المدنية والعسكرية والأمنية فيما يتعلق بالأعمال ذات الدوافع السياسية ولا تنطبق على الأعمال الإرهابية، ويأتي إقرار هذا القانون تنفيذًا لبنود المبادرة الخليجية لحل الأزمة اليمنية.
- 1437 هـ - بدء أعمال القمة الخليجية السادسة والثلاثين في الرياض.

## مواليد
- 1305 هـ - علي الإحقاقي، مرجع شيعي كويتي.
- 1300 هـ - جبران خليل جبران، أحد شعراء المهجر من أصل لبناني.
- 1344 هـ - حنا جاسر، شاعر فلسطيني.
- 1345 هـ - مشعل بن عبد العزيز آل سعود، رئيس هيئة البيعة السعودية.
- 1353 هـ - زهرة العلا، ممثلة مصرية.
- 1386 هـ - سيمون، مغنية وممثلة مصرية.
- 1388 هـ - وفاء عامر، ممثلة مصرية.
- 1393 هـ - جومانا مراد، ممثلة سورية.
- 1394 هـ - جمال مبارك، لاعب كرة قدم كويتي.
- 1400 هـ - أحمد الجندي، مخرج مصري.
- 1406 هـ - طلال نايف، لاعب كرة قدم كويتي.

## وفيات
- 246 هـ - أبو ثور البغدادي، فقيه شافعي.
- 502 هـ - أبو محمد الدامغاني، عالم وفقيه.
- 589 هـ - صلاح الدين الأيوبي، قائد عسكري ومحرر بيت المقدس من الصليبيين.
- 1168 هـ - محمود الأول، السلطان العثماني الرابع والعشرون.
- 1368 هـ - محمود فهمي النقراشي، رئيس وزراء مصر.
- 1390 هـ - مظهر عاشور، كبير جراحي مصر، وكبير أطباء الجيش المصري.
- 1400 هـ - علي يحي معمر، من أعلام المذهب الإباضي بليبيا.
- 1414 هـ - عبد الأعلى السبزواري، مرجع شيعي إيراني.
- 1420 هـ - أبو مصعب عبدالمجيد، أمير الجماعة السلفية للدعوة والقتال في الجزائر.
- 1425 هـ - عبد العزيز الرنتيسي، قائد حركة حماس.
- 1427 هـ - خالد النفيسي، ممثل كويتي.
- 1429 هـ - أحمد الربعي، أكاديمي وسياسي كويتي.
- 1433 هـ - سعود الناصر الصباح، سياسي ودبلوماسي كويتي.
- 1441 هـ - أبو بكر البغدادي، زعيم تنظيم داعش.

## وصلات خارجية
- موقع قصة الإسلام: حدث في شهر صفر.